# Thocomerius
Thocomerius, také Tihomir, († 1310) byl kníže Valašského knížectví a rumunský vévoda. Zachovalo se o něm velmi málo informací, ale jeho jméno je zmíněno v jednom z dokumentů z 26. listopadu 1332 uherského krále Karla Roberta a spojuje se s příbuzenským vztahem s Basarabem I., zakladatelem sjednoceného Valašského knížectví, přičemž ho označuje za Basarabova pravděpodobného otce. Okolnosti Thocomeriovy smrti v roce 1310 nejsou dodnes jasné.

## Etymologie
Někdy se zvykne označovat jeho jméno i s legendárním panovníkem Rumunska - Radu Černým.
Současní historici přišli k závěru, že jméno zjevně pochází ze slovanského základu jména Tichomír, které se skládá ze dvou kořenů - тихо (česky: ticho) a мир (česky: mír). V úvahu připadá i možný vliv Bulharska; v době jeho vlády byl totiž v sousední zemi v čele Bojar Tichomír. Těžko však označit tuto variantu za správnou, protože je dost nepravděpodobné, že by se vládce jedné země inspiroval jménem vládce země druhé. Teorie Aurela Deceia, kterou podpořil i Neagu Djuvara hovoří o tom, že Thocomerius je slovo přetvořeno ze slova Tocomerie, které se zmiňuje v ruských kronikách.
Možný je i vliv Mongolů a jejich panovníka Tok-Timura - jejich říše se rozprostírala v této oblasti a samotné východní části Valašského knížectví byly pod kontrolou tohoto turkotatarského kmene.